# Alice Towers
Alice Towers (* 12. Oktober 2002 in Derbyshire) ist eine britische Radrennfahrerin, die auf der Straße aktiv ist.

## Sportliche Laufbahn
Mit dem Radsport begann Towers im Alter von 15–16 Jahren. Während der COVID-19-Pandemie 2020 hatte sie vermehrt Zeit und wandte sich intensiv dem Radsport zu. Zum Ende der Saison 2020 erhielt sie die Möglichkeit, als Stagiaire für das spanische Eneicat-CMTeam zu fahren, und hatte als 17-jährige ihren ersten Renneinsatz in der Elite bei La Périgord Ladies. Nach dem Wechsel in die U23 wurde Towers 2021 Mitglied im britischen UCI Women’s Continental Team Le Col-Wahoo, für das sie zwei Jahre an den Start ging. Im ersten Jahr ohne nennenswerte Erfolge, wurde sie 2022 mit einem Solo über 40 Kilometer bei widrigen Witterungsverhältnissen britische Meisterin im Straßenrennen. International kam sie bei der Lotto Belgium Tour auf der zweiten Etappe als Siebte erstmals unter die Top 10.
Nach ihrem Sieg bei den nationalen Meisterschaften erhielt Towers zur Saison 2023 einen Vertrag beim deutschen UCI WorldTeam Canyon SRAM Racing. Beim Deakin University Elite Women’s Road Race 2024 erzielte sie als Zehnte ihre erste Top-10-Platzierung auf der UCI Women’s WorldTour. Im August 2024 gehörte sie zu den Helferinnen von Kasia Niewiadoma bei deren Sieg bei der Tour de France Femmes.

## Erfolge
2022
- Britische Meisterin – Straßenrennen